# Qasem Burhan
Qasem Abdulhamed Burhan (Dakar, 15 dicembre 1985) è un ex calciatore senegalese naturalizzato qatariota, di ruolo portiere.

## Palmarès

### Club

#### Competizioni nazionali
- Emir of Qatar Cup: 4

Al-Rayyan: 2004, 2006
Al-Gharafa: 2009, 2012
- Qatar Crown Prince Cup: 3

Al-Khor: 2005
Al-Gharafa: 2010, 2011
- Qatar Stars League: 4

Al-Gharafa: 2008, 2009, 2010
Lekhwiya: 2017
- Coppa delle Stelle del Qatar: 2

Al Gharafa: 2018; 2019

### Nazionale
- Giochi asiatici: 1

2006
- Coppa delle nazioni del Golfo

2014

### Individuale
- Miglior portiere della Coppa delle nazioni del Golfo: 1

2014